# Agrotis incommodoides
Agrotis incommodoides là một loài bướm đêm trong họ Noctuidae.